# Luca Toni
Pour les articles homonymes, voir Toni.
Luca Toni, né le 26 mai 1977 à Pavullo nel Frignano, est un footballeur international italien évoluant au poste d'avant-centre. Il fait partie de l'équipe d'Italie qui remporte la Coupe du monde en 2006, disputant notamment la finale contre la France en tant que titulaire à la pointe de l'attaque.

## Carrière

### Carrière en club

#### En Italie (1989-2007)
Après être passé par les équipes jeunes du club du Modena FC entre 1990 et 1994, il est révélé par l'entraîneur des jeunes du club, l'ancienne star brésilienne de la Juventus Chinesinho.
Il fait ses grands débuts en professionnel avec son club formateur en 1994, où il reste jusqu'en 1996, totalisant 7 buts en 32 matchs.
Après un début de carrière difficile à cause de nombreuses blessures et changements de clubs, Luca Toni rejoint l'US Palerme en 2003 en Serie B pour tenter de relancer sa carrière.
Lors de sa première saison en Sicile, il marque 30 buts en 43 matchs, ce qui lui permet de finir meilleur buteur de Serie B et par la même occasion de remonter son équipe en Serie A. 
Toni explose pendant la saison 2004-2005 : en marquant 20 buts pour le club de Palerme, il contribue à le faire hisser à la sixième place de la Serie A.
Cette performance attire la convoitise de clubs plus fortunés. Toni signe avec la Fiorentina pour la saison 2005-2006, où il finit meilleur buteur avant la trêve hivernale, avec une moyenne avoisinant un but par match. Le dimanche 14 mai, dernière journée, Luca Toni termine meilleur buteur avec 31 buts et devient le premier Soulier d'or italien.
En août 2006, son club, la Fiorentina, reçoit une offre de la part de l'Inter Milan. S'engage alors un bras de fer entre le joueur (qui souhaite partir) et son président Diego Della Valle. Celui-ci sera résolu à l'amiable, Toni restant à la Viola malgré les 15 points de pénalité infligés au club dans le cadre du scandale des paris truqués pour la saison 2006-2007. « J'ai discuté avec le président (de la Fiorentina, Diego Della Valle) et cela m'a suffi. À présent j'ai l'envie de jouer et de chercher à marquer des buts avec la Fiorentina. Je suis convaincu de rester, et grâce à mes partenaires j'ai très envie de recommencer ».

#### Au Bayern Munich (2007-2010)

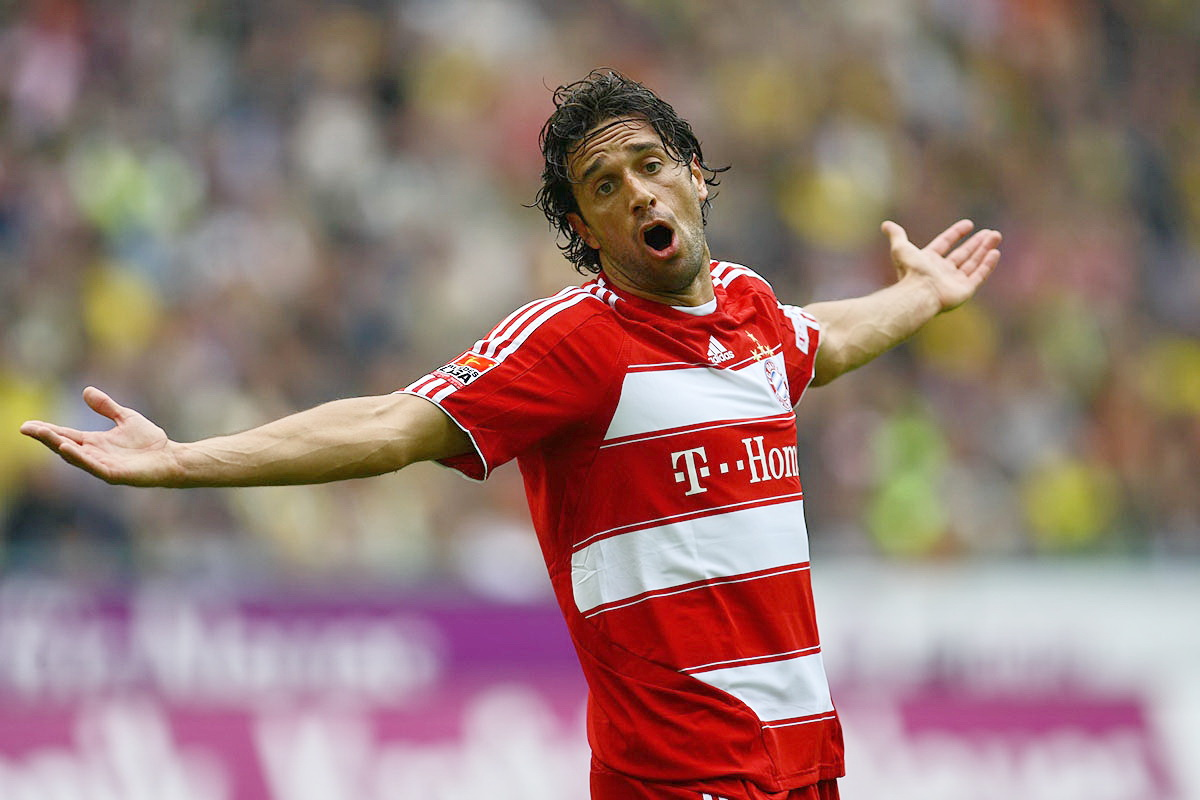
Luca Toni sous le maillot du Bayern Munich.

Peu avant l'ouverture du marché des transferts, à la fin du mois de mai 2007, Luca signe un contrat le liant au Bayern de Munich. Le transfert est d'un montant de 11 millions d'euros. Cette arrivée, en plus de celles de Miroslav Klose, Franck Ribéry et de Hamit Altintop, a précipité le départ de Roy Makaay et de Roque Santa Cruz.
Enchaînant but sur but, Luca Toni devient un pilier du Bayern et termine meilleur buteur de la Bundesliga (24 buts). La complicité qu'il construit avec Klose leur vaut le surnom de "Kloni". À eux deux, ils marquent 33 buts en 25 matchs, toutes compétitions confondues, ce qui permet au Bayern d'enchaîner les bons résultats et d'être en tête du championnat.
Il signe son premier quadruplé sous les couleurs du Bayern lors de la rencontre qui oppose Munich à l'Aris Salonique pour le compte de la dernière journée de la coupe de l'UEFA, et son premier triplé en championnat face à Hanovre lors de la 20e journée de Bundesliga.
Toni montre vite qu'il est très décisif au sein de l'équipe, à l'image du quart de finale de la Coupe de l'UEFA où, mené 3-1 face à Getafe à la 115e minute de jeu, le Bayern doit remonter à 3-3 pour se qualifier en demi-finale et où Toni inscrit deux buts.
Le 19 mai, en finale de la Coupe d'Allemagne, Toni marque de nouveaux deux buts décisifs contre le Borussia Dortmund et permet à son club d'envisager un triplé coupe/championnat/UEFA. À l'issue du match, Karl Szczepaniak, responsable du recrutement du club bavarois, déclare même à Kicker : « Ce soir, Toni a montré l'étendue des qualités pour lesquelles nous le recrutâmes. Il pose le jeu, il distribue le jeu, il est le jeu. »
Lors de la saison 2009/2010, Luca Toni n'est plus dans le groupe de Louis van Gaal. « Luca Toni n'a plus aucun avenir au Bayern, il faut être clair. Sa relation avec le club est rompue et cela ne peut plus être réparé », a déclaré Rummenigge sur la chaîne allemande Sport1.
« C'est à lui et à son agent de trouver une solution en Italie », a ajouté le dirigeant bavarois. Il est prêté à l'AS Rome pendant 6 mois.

#### Au Genoa (2010-2011)
À la fin de la saison, Toni signe au Genoa en Serie A. Sous ses nouvelles couleurs, il inscrit 3 buts en 16 matches.

#### À la Juventus (2011-2012)

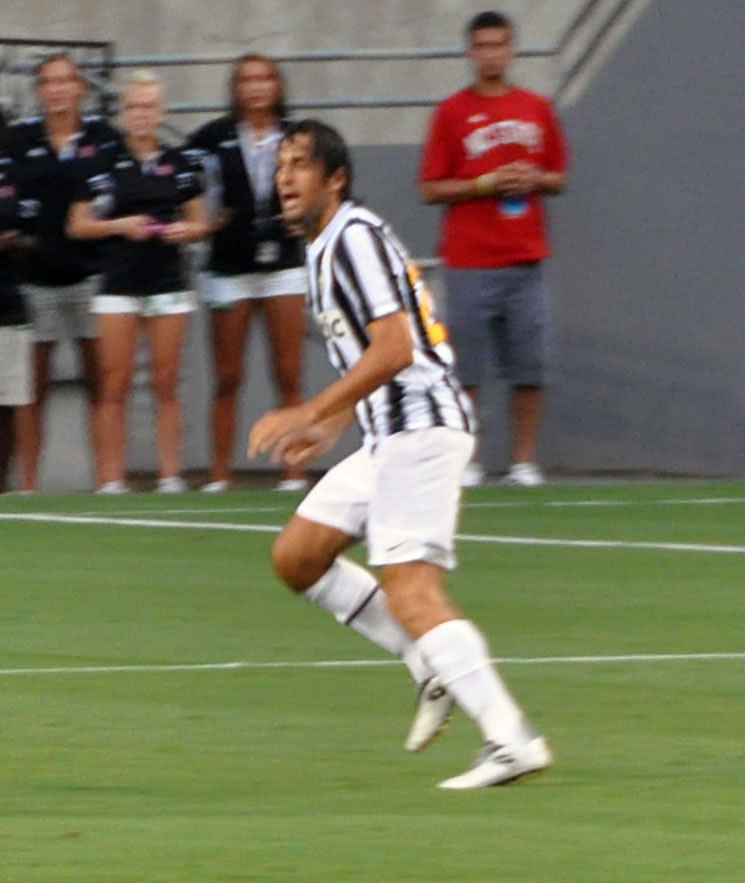
Toni à la Juventus

À l'hiver, Toni débarque à la Juventus. Un transfert à titre gratuit car le Genoa a libéré le joueur de son contrat. Il s'agit vraisemblablement du dernier grand défi de sa carrière. Lors de son premier match (contre Naples), il marque un but qui est invalidé, puis est victime d'un problème musculaire. Il jouera quand même son deuxième match (en Coupe d'Italie contre Catane) mais le joueur est contraint de sortir après seulement 18 minutes de jeu. Les ligaments du genou droit sont touchés, il sera absent un mois. Il marque son centième but en Serie A durant le match Juventus-Cagliari, le 5 février 2011 au stade Sant'Elia de Cagliari. Le 10 avril 2011, il marque le but de la victoire (3-2) et est l'auteur d'une passe décisive pour Alessandro Matri face au Genoa.

#### Aux Émirats arabes unis (2012)
Un an après son arrivée, Luca Toni quitte la Juventus. L'attaquant international italien de 34 ans, qui aura inscrit 2 buts en 15 matches de Serie A et Coupe d'Italie pour la Vieille Dame, est officiellement transféré à Al Nasr Dubaï (EAU). La durée du contrat n'a pas été précisée.

#### Retour à la Fiorentina (2012-2013)
En août 2012, à quelques heures de la fin du mercato d'été, libre de tout contrat depuis son aventure aux Émirats arabes unis, Luca Toni s'offre un dernier challenge à 35 ans en signant dans son ancien club, la Fiorentina.

#### Hellas Vérone (2013-2016)
Durant le mercato estival, Luca Toni signe à l'Hellas Vérone.
Le 24 août 2013, Pour son premier match sous les couleurs du Hellas Vérone, Luca Toni inscrit un doublé contre l'AC Milan et permet à son équipe de l'emporter 2 buts à 1.
Le 6 octobre 2013, Luca Toni inscrit un but contre Bologne, Vérone l'emporte 4 buts à 1. Toni inscrit un total de 4 buts durant ses 3 premières rencontres.
À l'issue de la saison 2014-2015, il inscrit 22 buts et termine co-meilleur buteur du championnat avec Mauro Icardi, joueur de l'Inter Milan. Le 8 mai 2016, l'attaquant de presque 39 ans annonce sa retraite en tant que joueur après avoir contribué une dernière fois à la victoire de son équipe (2-1) contre son ancien club,  la Juventus, déjà championne. Il aura inscrit 8 buts en 25 matchs lors de la saison 2015-2016.

### En sélection italienne (2004-2009)
Toni est de fait également remarqué par le sélectionneur italien Marcello Lippi. Il fait ses débuts dans la Squadra Azzurra contre l'Islande le 18 août 2004, à l'âge de 27 ans (plutôt tardif pour un footballeur).
En tout, Luca Toni dispute en 2004 et 2005, 15 matchs pour la sélection italienne, marquant 6 buts, dont un triplé contre la Biélorussie le 7 septembre 2005, en éliminatoires pour la coupe du monde 2006.
Toni fait partie des 23 Italiens convoqués par Marcello Lippi pour disputer le mondial. Malgré un début de mondial difficile, le numéro 9 italien débloque son compteur de but en 1/4 de finale face à l'Ukraine grâce à un doublé, ce qui n'est sans rappeler le mondial du buteur Paolo Rossi en 1982, qui avait débloqué son compteur au cinquième match de la compétition lui aussi (triplé contre le Brésil). 
La Squadra Azzurra gagne le tournoi en battant en finale la France aux tirs au but. 
Le successeur de Marcello Lippi au poste de sélectionneur, Roberto Donadoni, rappelle Toni pour affronter l'Ukraine et la Géorgie en éliminatoires de l'Euro 2008 les 7 et 11 octobre 2006. Lors de la phase retour des matchs, Toni marquera but sur but, contre l'Écosse notamment qui était un match capital pour la qualification, puis contre les îles Féroé.
À l'Euro 2008, Luca Toni vit le même syndrome qu'au Mondial 2006, avec 0 but marqué en 3 matchs de poule. Pour mettre fin à la malédiction, il décide alors de se laisser pousser la moustache avant le quart de finale face à l'Espagne, annonçant qu'il ne la raserait que s'il marquait.
Luca Toni n'a pas été sélectionné pour la Coupe du monde de football de 2010.

## Statistiques
Ce tableau présente les statistiques en carrière de joueur de Luca Toni.
| Saison                | Club                  | Championnat           | Championnat | Championnat | Championnat | Coupe(s) nationale(s) | Coupe(s) nationale(s) | Coupe(s) nationale(s) | Compétition(s) continentale(s) | Compétition(s) continentale(s) | Compétition(s) continentale(s) | Compétition(s) continentale(s) | Italie | Italie | Italie | Total | Total | Total |
| Saison                | Club                  | Division              | M.          | B.          | P.d.        | M.                    | B.                    | P.d.                  | Comp.                          | M.                             | B.                             | P.d.                           | M.     | B.     | P.d.   | M.    | B.    | P.d.  |
| 1994-1995             | Modena FC             | 3                     | 7+2         | 2+1         | -           | -                     | -                     | -                     | -                              | -                              | -                              | -                              | -      | -      | -      | 9     | 3     | 0     |
| 1995-1996             | Modena FC             | 3                     | 25          | 5           | -           | -                     | -                     | -                     | -                              | -                              | -                              | -                              | -      | -      | -      | 25    | 5     | 0     |
| 1996-1997             | Empoli FC             | 2                     | 3           | 1           | -           | -                     | -                     | -                     | -                              | -                              | -                              | -                              | -      | -      | -      | 3     | 1     | 0     |
| 1997-1998             | US Fiorenzuola        | 3                     | 25          | 2           | -           | 4                     | 2                     | -                     | -                              | -                              | -                              | -                              | -      | -      | -      | 29    | 4     | 0     |
| 1998-1999             | AS Lodigiani          | 3                     | 31          | 15          | -           | 2                     | 1                     | -                     | -                              | -                              | -                              | -                              | -      | -      | -      | 33    | 16    | 0     |
| 1999-2000             | Trévise FBC           | 2                     | 35          | 15          | -           | 4                     | 1                     | -                     | -                              | -                              | -                              | -                              | -      | -      | -      | 39    | 16    | 0     |
| 2000-2001             | Vicence Calcio        | 1                     | 31          | 9           | 8           | 2                     | 0                     | -                     | -                              | -                              | -                              | -                              | -      | -      | -      | 33    | 9     | 8     |
| 2001-2002             | Brescia Calcio        | 1                     | 28          | 13          | 5           | 4                     | 1                     | -                     | C4                             | 2                              | 0                              | 0                              | -      | -      | -      | 34    | 14    | 5     |
| 2002-2003             | Brescia Calcio        | 1                     | 16          | 2           | 2           | -                     | -                     | -                     | -                              | -                              | -                              | -                              | -      | -      | -      | 16    | 2     | 2     |
| 2003-2004             | US Palerme            | 2                     | 45          | 30          | 3           | 2                     | 0                     | -                     | -                              | -                              | -                              | -                              | -      | -      | -      | 47    | 30    | 3     |
| 2004-2005             | US Palerme            | 1                     | 35          | 20          | 5           | 1                     | 1                     | -                     | -                              | -                              | -                              | -                              | 10     | 2      | 0      | 46    | 23    | 5     |
| 2005-2006             | ACF Fiorentina        | 1                     | 38          | 31          | 6           | 4                     | 2                     | -                     | -                              | -                              | -                              | -                              | 14     | 7      | 0      | 56    | 40    | 6     |
| 2006-2007             | ACF Fiorentina        | 1                     | 29          | 16          | 4           | -                     | -                     | -                     | -                              | -                              | -                              | -                              | 3      | 3      | 1      | 32    | 19    | 5     |
| 2007-2008             | Bayern Munich         | 1                     | 31          | 24          | 5           | 4                     | 5                     | 0                     | C3                             | 11                             | 10                             | 3                              | 11     | 3      | 1      | 57    | 42    | 9     |
| 2008-2009             | Bayern Munich         | 1                     | 25          | 14          | 6           | 3                     | 1                     | 2                     | C1                             | 8                              | 3                              | 3                              | 9      | 1      | 0      | 45    | 19    | 11    |
| 2009-2010             | Bayern Munich         | 1                     | 4           | 0           | 0           | 2                     | 1                     | 1                     | C1                             | 2                              | 0                              | 0                              | -      | -      | -      | 8     | 1     | 1     |
| 2009-2010             | AS Roma (prêt)        | 1                     | 15          | 5           | 1           | 2                     | 0                     | 0                     | -                              | -                              | -                              | -                              | -      | -      | -      | 17    | 5     | 1     |
| 2010-2011             | Genoa CFC             | 1                     | 16          | 3           | 3           | 2                     | 4                     | 0                     | -                              | -                              | -                              | -                              | -      | -      | -      | 18    | 7     | 3     |
| 2010-2011             | Juventus FC           | 1                     | 14          | 2           | 2           | 1                     | 0                     | 0                     | -                              | -                              | -                              | -                              | -      | -      | -      | 15    | 2     | 2     |
| 2011-2012             | Al Nasr Dubaï         | 1                     | 8           | 3           | 0           | 2                     | 2                     | 0                     | C1                             | 3                              | 0                              | 1                              | -      | -      | -      | 13    | 5     | 1     |
| 2012-2013             | ACF Fiorentina        | 1                     | 27          | 8           | 2           | 1                     | 0                     | 0                     | -                              | -                              | -                              | -                              | -      | -      | -      | 28    | 8     | 2     |
| 2013-2014             | Hellas Vérone         | 1                     | 34          | 20          | 7           | 2                     | 1                     | 0                     | -                              | -                              | -                              | -                              | -      | -      | -      | 36    | 21    | 7     |
| 2014-2015             | Hellas Vérone         | 1                     | 38          | 22          | 2           | 1                     | 1                     | 0                     | -                              | -                              | -                              | -                              | -      | -      | -      | 39    | 23    | 2     |
| 2015-2016             | Hellas Vérone         | 1                     | 23          | 6           | 0           | 2                     | 1                     | 0                     | -                              | -                              | -                              | -                              | -      | -      | -      | 25    | 7     | 0     |
| Total sur la carrière | Total sur la carrière | Total sur la carrière | 585         | 269         | 61          | 45                    | 24                    | 3                     | -                              | 26                             | 13                             | 7                              | 47     | 16     | 2      | 703   | 322   | 73    |

### Buts internationaux
| Buts en sélection de Luca Toni | Buts en sélection de Luca Toni | Buts en sélection de Luca Toni   | Buts en sélection de Luca Toni | Buts en sélection de Luca Toni | Buts en sélection de Luca Toni | Buts en sélection de Luca Toni          |
| #                              | Date                           | Lieu                             | Adversaire                     | Score                          | Résultats                      | Compétitions                            |
| ------------------------------ | ------------------------------ | -------------------------------- | ------------------------------ | ------------------------------ | ------------------------------ | --------------------------------------- |
| 1                              | 4 septembre 2004               | Stadio Renzo Barbera, Palerme    | Norvège                        | 2-1                            | 2-1                            | Éliminatoires de la Coupe du monde 2006 |
| 2                              | 11 juin 2005                   | Giants Stadium, New Jersey       | Équateur                       | 1-0                            | 1-1                            | Match amical                            |
| 3                              | 7 septembre 2005               | Stade Dinamo, Minsk              | Biélorussie                    | 1-1                            | 4-1                            | Éliminatoires de la Coupe du monde 2006 |
| 4                              | 7 septembre 2005               | Stade Dinamo, Minsk              | Biélorussie                    | 2-1                            | 4-1                            | Éliminatoires de la Coupe du monde 2006 |
| 5                              | 7 septembre 2005               | Stade Dinamo, Minsk              | Biélorussie                    | 3-1                            | 4-1                            | Éliminatoires de la Coupe du monde 2006 |
| 6                              | 12 novembre 2005               | Amsterdam Arena, Amsterdam       | Pays-Bas                       | 3-1                            | 3-1                            | Match amical                            |
| 7                              | 1er mars 2006                  | Stadio Artemio Franchi, Florence | Allemagne                      | 2-0                            | 4-1                            | Match amical                            |
| 8                              | 30 juin 2006                   | Volksparkstadion, Hambourg       | Ukraine                        | 2-0                            | 3-0                            | Coupe du monde 2006                     |
| 9                              | 30 juin 2006                   | Volksparkstadion, Hambourg       | Ukraine                        | 3-0                            | 3-0                            | Coupe du monde 2006                     |
| 10                             | 7 octobre 2006                 | Stadio Olimpico, Rome            | Ukraine                        | 2-0                            | 2-0                            | Éliminatoires Euro 2008                 |
| 11                             | 28 mars 2007                   | Stadio San Nicola, Bari          | Écosse                         | 1-0                            | 2-0                            | Éliminatoires Euro 2008                 |
| 12                             | 28 mars 2007                   | Stadio San Nicola, Bari          | Écosse                         | 2-0                            | 2-0                            | Éliminatoires Euro 2008                 |
| 13                             | 17 novembre 2007               | Hampden Park, Glasgow            | Écosse                         | 1-0                            | 2-1                            | Éliminatoires Euro 2008                 |
| 14                             | 21 novembre 2007               | Stadio Alberto Braglia, Modène   | Îles Féroé                     | 2-0                            | 3-1                            | Éliminatoires Euro 2008                 |
| 15                             | 6 février 2008                 | Letzigrund, Zurich               | Portugal                       | 1-0                            | 3-1                            | Match amical                            |
| 16                             | 19 novembre 2008               | Stade Karaïskaki, Le Pirée       | Grèce                          | 1-1                            | 1-1                            | Match amical                            |

## Palmarès

### Équipe nationale
- Vainqueur de la Coupe du monde en 2006.

### Club
- Champion de Serie B en 2004 avec le Palerme FC.
- Champion d'Allemagne en 2008 avec le Bayern Munich.
- Vainqueur de la Coupe d'Allemagne en 2008  avec le Bayern Munich.
- Vainqueur de la Coupe de la ligue d'Allemagne en 2007 avec le Bayern Munich.

### Distinctions personnelles
- Soulier d'or européen en 2006 avec l'ACF Fiorentina (31 buts).
- Meilleur buteur du Championnat d'Italie de D2 en 2003-2004 avec l'US Palerme (30 buts).
- Meilleur buteur du Championnat d'Italie en 2005-2006 avec  l'ACF Fiorentina (31 buts).
- Meilleur buteur du Championnat d'Allemagne en 2007-2008 avec le Bayern Munich (24 buts).
- Co-meilleur buteur du Championnat d'Italie en 2014-2015 avec Hellas Vérone FC (22 buts).
- Co-meilleur buteur de la Coupe UEFA en 2007-2008 avec le Bayern Munich (10 buts).
- Nommé dans l'équipe type de la Coupe du monde 2006.